# Олькуш
Олькуш (пол. Olkusz) — місто в південній Польщі, на Краківсько-Ченстоховській височині.
Адміністративний центр Олькуського повіту Малопольського воєводства.
В місті народився Симон Пекалід.

## Географія
На північно-західній частині міста бере початок річка Біла.

## Демографія
Демографічна структура станом на 31 березня 2011 року:
|          | Загалом | Допрацездатний вік | Працездатний вік | Постпрацездатний вік |
| -------- | ------- | ------------------ | ---------------- | -------------------- |
| Чоловіки | 18137   | 3147               | 13210            | 1780                 |
| Жінки    | 19182   | 2991               | 12197            | 3994                 |
| Разом    | 37319   | 6138               | 25407            | 5774                 |